# Richard Egenter
Richard Egenter (* 3. Mai 1902 in Ulm; † 11. Februar 1981 in München) war ein deutscher römisch-katholischer Moralphilosoph, Moraltheologe und Hochschullehrer.

## Leben
Egenter studierte Philosophie und Theologie und promovierte 1925 mit einer Arbeit über Die Erkenntnispsychologie des Aegidius Romanus zum Dr. Phil., es folgte 1929 die theologische Promotion mit einer Arbeit über die Gottesfreundschaft. Die Lehre von der Gottesfreundschaft in der Scholastik und Mystik des 12. und 13. Jahrhunderts.
Egenter wurde am 29. Juni 1929 durch Michael Faulhaber in Freising zum Priester geweiht. 
Zunächst war er als Aushilfspriester am damaligen sogenannten Klerikalseminar in Freising tätig, dann als Präfekt und Dozent. Er engagierte sich in der Jugendorganisation Bund Neudeutschland. Wegen dieser Aktivitäten wurden bei ihm mehrfach Hausdurchsuchungen (u. a. am 25. Januar 1938 durch die Gestapo) sowie Beschlagnahme von Unterlagen durchgeführt. Außerdem unterlag er der Postüberwachung. Am 27. März 1944 wurde gegen ihn ein Unterrichtsverbot als ehrenamtlicher Religionslehrer an der Städtischen Oberschule für Mädchen in Passau erlassen.
Er wurde 1932 als außerordentlicher Universitätsprofessor für Moraltheologie in Passau berufen und unterzeichnete 1933 das Bekenntnis der Professoren an den deutschen Universitäten und Hochschulen zu Adolf Hitler.
Ab 1945 lehrte er als Universitätsprofessor in München bis zu seiner Emeritierung 1968. 
Zu seinen Schülern zählen u. a. sein Nachfolger an der Universität München Johannes Gründel und Robert Simon; auch Franz Böckle und Joseph Ratzinger, der spätere Papst Benedikt XVI., hörten Vorlesungen bei Egenter.
Zusammen mit Walter Kasper, Joseph Ratzinger, Karl Lehmann und anderen plädierte er im Februar 1970 mit dem Memorandum zur Zölibatsdikussion für eine eindringliche Überprüfung und differenziertere Betrachtung des Zölibatsgesetzes der lateinischen Kirche.
Er lebte in Stockdorf bei München, wo er auch bis in seine letzten Lebensjahre hinein in der Seelsorge mithalf. Er starb 1981.
Er war Mitglied der katholischen Studentenverbindung Rheno-Franconia München.

## Veröffentlichungen

### Monographien
- Die Erkenntnispsychologie des Aegidius Romanus, Regensburg 1926 (zugleich Hochschulschrift München, Phil. Diss., 1925)
- Gottesfreundschaft. Die Lehre von der Gottesfreundschaft in der Scholastik und Mystik des 12. und 13. Jahrhunderts. Augsburg 1928 (und 1931) (zugleich Hochschulschrift  München, Theol. Diss.).
- Das Edle und der Christ, München 1935, 2., neubearb. Aufl. Westheim b. Augsburg 1949,
- Wagnis in Christo. Maria Ward und die Idee der christlichen Selbständigkeit  Regensburg 1936.
- Von christlicher Ehrenhaftigkeit München 1937.
- Von der Freiheit der Kinder Gottes, Freiburg 1941, .2., unveränd. Aufl. Freiburg 1949,
- Gelassenheit. Briefe an einen Freund, Kolmar im Elsass 1943
- Warum tun wir das Gute? (= Görres Bibliothek, Band 3), Nürnberg 1946
- als Hrsg.: Aus der Theologie der Zeit, Regensburg, 1948.
- Von der Einfachheit (= Kleine Schriftenreihe Band 1), Regensburg 1947
- Kitsch und Christenleben, Ettal 1950, 2., neubearb. Aufl. Ettal 1958, Lizenzausgabe (= Arena-Taschenbuch Band 59/60) Würzburg 1962, engl. Übersetzung Nicolete Gray (Hrsg.), übersetzt von Edward Quinn, The Desecration of Christ (= Compass Books Band 18), London 1967.
- Frauenjugend. Natur und Gnade, Ettal 1951.
- mit Wilhelm Indago: Liebe in Gewissensnot. Arzt und Priester sprechen zu Braut- und Eheleuten, Würzburg 1955, 4. Aufl. 1960, 5., durchges. u. erw. Aufl. Würzburg 1962, 6., überarb. Aufl. Würzburg 1964   niederländische Übersetzung von Hans Wagemans,  Liefde in gewetensnood. Arts en priester spreken met verloofden en gehuwden, Bussum, 1957.
- Die Aszese des Christen in der Welt : Überlegungen zum rechten Ansatz unserer Aszese, Ettal 1956, 3. Aufl. 1957, niederländische Übersetzung von Hans Wagemans, De ascese van de Christen in de wereld. De weg naar een vruchtbare ascese, Hilversum 1959.
- Kunst und Kitsch in der Literatur, München 1958.
- als Hrsg. mit Otto Pirner und Hubert Hofbauer: Statio orbis. Eucharistischer Weltkongress 1960 in München, Band 1, München 1961.
- als Hrsg. mit Otto Pirner und Hubert Hofbauer: Statio orbis. 37. Eucharistischer Weltkongress 1960 in München. Band 2: Dokumente. München 1961.
- Christus und die Heiligen im künstlerischen Ausdruck der Gegenwart (= Studien und Berichte der Katholischen Akademie in Bayern. Heft 22). Würzburg 1963.
- mit Paul Matussek: Ideologie, Glaube und Gewissen. Diskussion an der Grenze zwischen Moraltheologie und Psychotherapie. München/Zürich 1965; als Taschenbuch ebenda 1968 (= Knaur-Taschenbuch. Band 184).
- Wir Alten, heute. Sankt Ottilien 1972; 2. Auflage ebenda 1974, 4. Auflage ebenda 1988, ISBN 3-920289-01-3.
- Altern und Alter, Sankt Ottilien 1974; 2. Auflage ebenda 1988, ISBN 3-920289-55-2
- Erfahrung ist Leben. Über die Rolle die Erfahrung für das sittliche und religiöse Leben des Christen (Rudolf Hofmann zum 70. Geburtstag) (= Pfeiffer-Werkbücher. Nr. 124, Abt. geistliches Leben), München 1974, ISBN  3-7904-0147-1.
- Der Kranke und sein Nächster. Sankt Ottilien 1977, ISBN 3-88096-027-5.
- Miteinander umgehen. Pluralismus in der Kirche, Auftrag und Chance 1. Aufl. München 1978, ISBN 3-7698-0330-2.
- Heiligenverehrung, Ballast oder Bedürfnis heutiger Spiritualität, S(ank)t Ottilien 1979, ISBN  3-88096-044-5.
- als Hrsg. mit Michaela Pilters und Knut Walf: Menschenrechte in der Kirche mit Beiträgen von Richard Egenter, (Diesem Bd. liegt eine Sendereihe des Hessischen Rundfunks mit demselben Titel zugrunde) Düsseldorf 1980, ISBN  3-491-77832-8

### Beitrag in Sammelwerken
- Die Idee der Gottesfreundschaft im 14.Jahrhundert, in:  Albert Lang, Josef Lechner, Michael Schmaus, Aus der Geisteswelt des Mittelalters. Studien und Texte, Martin Grabmann zur Vollendung seines 60. Geburtstags von Freunden  und Schülern gewidmet (= Beiträge zur Philosophie und Theologie des Mittelalters, Supplementband III), Verlag Aschendorff, Münster 1935, S. 1021–1036.

### Artikel
- Gemeinschuld oder Strafhaftung, in: ders.: Aus der Theologie der Zeit. Regensburg, 1948, 114–136.
- Organtransplantation im Lichte der biblischen Ethik, 1964, 142–153

## Auszeichnungen
- 1962: Bayerischer Verdienstorden